# Mehdi Ben Barka
Pour les articles homonymes, voir Mehdi.
Mehdi Ben Barka (en arabe : المهدي بن بركة), né en janvier 1920 à Rabat (Maroc) et disparu le 29 octobre 1965 à Fontenay-le-Vicomte (France), est un homme politique marocain qui fut l'un des principaux opposants socialistes au roi Hassan II et le chef de file du mouvement tiers-mondiste et panafricaniste.
Le 29 octobre 1965, alors que Ben Barka se rend à un rendez-vous à la brasserie Lipp à Paris, il est enlevé, a disparu et son corps ne sera jamais retrouvé. Depuis près de soixante années d'une enquête judiciaire qui n'est toujours pas terminée, l'implication des pouvoirs politiques marocain et français ainsi que des services secrets israéliens dans cet assassinat reste controversée.
Les documents déclassifiés des archives des services secrets tchèques ont dévoilé que Ben Barka avait été un collaborateur de premier plan du service secret alors tchécoslovaque STB de 1961 jusqu'à son enlèvement.

## Biographie

### Jeunesse
Mehdi Ben Barka est issu d'une famille de la classe moyenne : son père Ahmed Ben M'hammed Ben Barka est, au début de sa carrière, secrétaire particulier du Pacha de Tanger, avant de devenir commerçant à Rabat, et sa mère, Lalla Fatouma Bouanane, femme au foyer. Il fait partie des très rares enfants marocains à accéder aux études sans être issus de la bourgeoisie et est reçu premier au Baccalauréat avec la mention Très bien, à une époque où le Maroc ne comptait qu'une vingtaine de bacheliers par an. 

### Lutte pour l'indépendance  du Maroc
Dans le contexte des luttes contre l'ordonnance du 16 mai 1930, qui plaçait les populations amazighes directement sous l'autorité des juridictions françaises, Mehdi Ben Barka adhère dès l'âge de quatorze ans au Comité d'action marocaine, le premier mouvement politique né dans le protectorat. À dix-sept ans, il rejoint le nouveau Parti national pour la réalisation des réformes qui deviendra quelques années plus tard le Parti de l'Istiqlal, et dont il est le plus jeune adhérent. En 1940, Mehdi Ben Barka arrive à Alger pour y poursuivre des études de mathématiques. L'influence du Parti du peuple algérien l'incite à élargir son nationalisme à l'échelle nord-africaine : il ne dissociera jamais l'avenir du Maroc de celui de l’ensemble du Maghreb.
De retour au Maroc en 1942, il participe à la fondation du Parti de l'Istiqlal, un parti qui joue un grand rôle dans l'indépendance du pays. Son nom, en janvier 1944, sur la liste des signataires du Manifeste de l'indépendance lui vaut une arrestation avec les autres dirigeants du parti et il passe plus d'un an en prison. Après sa libération, étant, en effet, le premier marocain licencié en mathématiques, il devient professeur au Collège royal et le futur roi Hassan II compte parmi ses élèves. Il reste également un militant actif du mouvement nationaliste, au point d’être décrit par le général Juin comme « l’ennemi no 1 de la France au Maroc ». Il est finalement assigné à résidence en février 1951. En 1955, il participe aux négociations qui aboutiront au retour du roi Mohammed V que les autorités françaises avaient exilé à Madagascar en 1953 et, en 1956, à la fin du protectorat.

### Le principal opposant au roi Hassan II
De 1956 à 1959, Mehdi Ben Barka est président de l'Assemblée consultative du Maroc. Il initie de nombreuses mobilisations populaires visant à améliorer les  infrastructures et à lutter pour l'alphabétisation de la population marocaine. Au gouvernement, des ministres qui lui sont proches, comme Abderrahim Bouabid (ministre de l’Économie, puis de l'Agriculture et vice-président du Conseil en 1958), tentent de mettre en place une planification de l’économie et défendent une réforme agraire. Pour Ben Barka, « il ne s'agit pas pour nous de faire cesser seulement l'exploitation de la période du protectorat, mais aussi l'exploitation qui a pu exister de l’homme marocain par l’homme marocain ». Ces projets se heurtent à l'hostilité des grands propriétaires terriens et de l'aile droite du parti, ce qui incite Ben Barka à impulser en novembre 1959 la création de l'Union nationale des forces populaires avec l'aile gauche de son ancien parti. Le nouveau parti revendique notamment le départ des forces étrangères (des troupes françaises sont toujours présentes en territoire marocain avec l'accord du roi), une réforme agraire en faveur des petits paysans et le soutien à l'insurrection algérienne. Le futur Hassan II, ambitieux et aspirant à succéder au plus vite à son père Mohammed V, presse ce dernier de renverser le gouvernement d'Abdallah Ibrahim et de s'octroyer les pleins pouvoirs. Le régime royal se rapproche dès lors de De Gaulle, supprime le projet de réforme agraire et commence à réprimer les militants de l'UNFP, aussi Mehdi Ben Barka choisit-il de s'exiler à Paris.
À la mort de Mohammed V en 1961, Hassan II monte sur le trône et annonce vouloir faire la paix avec son principal opposant. Mehdi Ben Barka rentre au Maroc en mai 1962. Le 16 novembre 1962, il échappe à un attentat (accident de la circulation selon la version officielle alors que sa Volkswagen fut projetée dans un ravin par une voiture de police l'ayant doublé dans un virage) fomenté par les services du général Oufkir et du colonel Ahmed Dlimi. En juin 1963, il s'exile à nouveau, après s'être vu accuser de complot contre la monarchie, Hassan II souhaitant dissoudre l'UNFP. Le 14 mars 1964, il est condamné à mort par contumace, avec Ahmed Agouliz et dix autres dirigeants du parti, pour complot et tentative d'assassinat contre le roi. De nombreux militants de l'UNFP sont emprisonnés. Pour Ben Barka, le roi n'est plus qu'un « instrument docile » du néocolonialisme.

### Chef de file du camp tiers-mondiste
Mehdi Ben Barka s'exile alors, devenant un « commis-voyageur de la révolution », selon l'expression de l'historien Jean Lacouture. Il part d'abord pour Alger, où il rencontre Che Guevara, Amílcar Cabral et Malcolm X. Il s'en va ensuite pour Le Caire, Rome, Genève (où il échappe à plusieurs tentatives d'assassinat) et La Havane, tentant de fédérer les mouvements révolutionnaires du tiers-monde en vue de la Conférence tricontinentale devant se tenir en janvier 1966 à La Havane et où, affirmait-il dans une conférence de presse, « les deux courants de la révolution mondiale y seront représentés : le courant surgi avec la révolution d'Octobre et celui de la révolution nationale libératrice ».
Présidant la commission préparatoire, il y définit les objectifs, parmi lesquels l’aide aux mouvements de libération, le soutien à Cuba soumis à l’embargo américain, la liquidation des bases militaires étrangères et l'abolition de l’apartheid en Afrique du Sud. Bien que nationaliste, il dénonce aussi ce qu'il qualifie de  « dérives impérialistes » de la monarchie marocaine lors de la guerre des Sables contre la république algérienne. Pour l’historien René Galissot, « c’est dans cet élan révolutionnaire de la Tricontinentale que se trouve la cause profonde de l’enlèvement et de l’assassinat de Ben Barka ».
En avril 1965, il bénéficie de l'amnistie générale accordée par le roi à tous les prisonniers politiques. Le 25 avril, Ben Barka rencontre à Francfort le prince Moulay Ali, cousin et émissaire du roi, en vue d'une conciliation avec le pouvoir royal. Le seul obstacle à son retour est la non-promulgation des textes juridiques de l'amnistie générale.

### Collaboration avec les services de renseignements tchécoslovaques
Des documents déclassifiés des archives tchèques ont mis en lumière les dernières années de la vie de l'homme politique marocain, révélant que Ben Barka avait coopéré avec les services de renseignements tchécoslovaques (StB) de 1961 jusqu'à son enlèvement,,. Les dossiers précédemment classifiés de Prague montrent que Ben Barka avait non seulement une relation étroite avec la StB, mais qu'il en a reçu des paiements substantiels, en espèces et en nature. Jan Koura, professeur adjoint à l'Université Charles de Prague, décrit Ben Barka comme « souvent dépeint comme un combattant contre les intérêts coloniaux et pour le tiers monde, mais les documents révèlent une image très différente : un homme qui jouait de nombreux côtés, qui en savait beaucoup et savait aussi que l'information était très précieuse dans la guerre froide ; un opportuniste qui jouait un jeu très dangereux ».
La relation de Ben Barka avec le StB a commencé en 1960, lorsqu'il a rencontré son espion le plus ancien à Paris après avoir quitté le Maroc pour échapper au régime de Mohammed V. Les agents de la StB espéraient que cet éminent protagoniste de la lutte du Maroc pour l'indépendance et fondateur de son premier parti d'opposition socialiste fournirait des renseignements précieux, non seulement sur l'évolution politique du royaume, mais aussi sur la pensée des dirigeants arabes comme le président égyptien, Gamal Abdel Nasser. Peu de temps après leurs premières rencontres, la StB signalait que Ben Barka était une source d'informations « extrêmement précieuses » et lui donne le nom de code « Cheikh ».
En septembre 1961, Ben Barka reçoit 1 000 francs français de la StB pour des reportages sur le Maroc. En fait, le matériel était accessible au public, ce qui a provoqué colère à Prague lorsque la supercherie a été découverte. Ben Barka s'est néanmoins vu alors proposer un voyage tous frais payés en Afrique de l'Ouest pour recueillir des renseignements sur les activités américaines en Guinée équatoriale. Cette mission est considérée comme un succès.
Les Tchécoslovaques ont rapidement commencé à soupçonner que Ben Barka avait également des relations avec d'autres acteurs de la guerre froide, apprenant en février 1962 d'un agent en France que « Cheikh » avait rencontré un syndicaliste américain à Paris et avait reçu un chèque en dollars américains. Cela leur a fait craindre que Ben Barka ait des liens avec la CIA, qui tenait à soutenir la réforme démocratique au Maroc et à sécuriser le royaume pour le camp occidental. Le StB devait recevoir d'autres rapports alléguant que Ben Barka était en contact avec les États-Unis, bien que l'homme politique marocain ait toujours nié une coopération avec les services américains.
La relation continua néanmoins. Les Tchécoslovaques ont invité Ben Barka à Prague, où il a accepté d'aider à influencer la politique et les dirigeants en Afrique en échange de 1 500 £ par an. Il est envoyé en Irak pour obtenir des informations sur le coup d'État de février 1963, pour lequel il reçoit 250 £. En Algérie, il rencontre à plusieurs reprises Ahmed Ben Bella, un ami, et rend compte de la situation dans le nouvel État indépendant. Au Caire, il est invité à recueillir des informations auprès de hauts responsables égyptiens qui pourraient aider les Soviétiques dans les négociations lors d'une visite de Nikita Khrouchtchev. Les rapports de Ben Barka parviennent aux services de renseignement soviétiques, qui jugent les renseignements fournis comme « très précieux ». En récompense de ses services, lui et ses quatre enfants sont invités en vacances dans une ville thermale en Tchécoslovaquie.
Dans les derniers mois, les Soviétiques soupçonnaient que Ben Barka était devenu trop proche des Chinois, leurs rivaux pour la direction du tiers-mondisme socialiste. Les responsables soviétiques informent la StB que Ben Barka avait reçu 10 000 dollars de Pékin et font pression sur le service pour qu'il lui retire tout soutien ou protection. Néanmoins, la StB convie encore Ben Barka à Prague pour une formation d'une semaine concernant codes, veille et contre-surveillance. Une semaine après avoir demandé une arme de poing à la StB, Ben Barka est enlevé et probablement tué.

Du fait de sa disparition depuis le 29 octobre 1965, Mehdi Ben Barka est légalement considéré comme "absent" par jugement du 24 juin 1994 du TGI de Paris ; ce jugement d'absence est transcrit dans le registre des actes de décès de la mairie de Paris, son dernier domicile connu.

## Affaire

### Enlèvement

#### Première approche
En avril 1965, le journaliste Philippe Bernier est contacté par un Marocain du nom de « Chtouki ». Bernier a commencé sa carrière au Maroc dans les années 1950. Il y a fait la connaissance de nationalistes et a pris part aux événements qui conduiront le pays à l'indépendance. Après un passage à Radio-Maroc, il est entré au studio d'Alger de la RTF et a notamment couvert le mouvement insurrectionnel de Pierre Lagaillarde. Il a été contraint de démissionner puis s'est lancé dans diverses entreprises de presse avec des fortunes diverses. C'est un homme de gauche qui a été soupçonné d'assistance au FLN. Il est l'ami de Mehdi Ben Barka depuis une dizaine d'années.
Chtouki prétend résider à l'ambassade du Maroc et travailler avec le général Oufkir, ministre de l'Intérieur. Il propose à Bernier de persuader Ben Barka de rentrer au Maroc, faute de quoi celui-ci sera enlevé en Algérie et échangé contre le colonel Sadok, opposant du président algérien Ben Bella qui s'est réfugié au Maroc. Chtouki propose 400 000 francs à Bernier en échange de son intervention. Bernier décline l'offre et fait prévenir Sadok, Ben Barka et plusieurs de ses amis.

#### ProjetBasta!
À l'été 1965, Bernier travaille sur un projet de film documentaire consacré à la décolonisation. Il en parle à Ben Barka qui s'intéresse au projet et suggère un titre : Basta ! Bernier se met en quête d'un producteur. Le réalisateur Michel Mitrani propose le nom de Georges Figon, que Bernier croise fréquemment à Saint-Germain-des-Prés. Figon est un ex-mauvais garçon devenu éditeur, qui compte parmi ses relations certaines personnalités de l'intelligentsia de gauche. Il s'intéresse lui aussi au projet de film et prétend pouvoir obtenir un financement du producteur italien Cino Del Duca. Figon amène à Bernier le cinéaste Georges Franju et assure avoir convaincu Marguerite Duras d'en écrire les dialogues.
Le 2 septembre, Bernier et Figon se rendent au Caire. Peu avant le départ, Bernier se rend compte que son passeport est périmé. Figon téléphone à l'une de ses connaissances : Antoine Lopez (1924-2016), inspecteur principal d'Air France à Orly. Celui-ci conduit Bernier jusqu'à la préfecture de police où un officier de police de la brigade mondaine qui fait partie de ses relations renouvelle son passeport séance tenante. Au Caire, Bernier présente Figon à Ben Barka. Ils restent trois jours sur place et ont plusieurs entretiens à propos du film.
Le 20 septembre, Bernier et Figon se rendent à Genève pour un nouveau rendez-vous avec le leader marocain. Bernier et Figon ne sont pas dans le même avion. Dans la salle d'embarquement, Figon qui se trouve avec Lopez croise son avocat Maître Pierre Lemarchand et échange quelques mots avec lui. Bernier, Figon et Ben Barka se retrouvent à Genève et téléphonent à Franju pour convenir d'une nouvelle séance de travail.
Début octobre, Figon se rend seul à Genève pour soumettre à Ben Barka le synopsis de Bernier revu par Franju. Il en rapporte le contrat signé par Ben Barka et informe Bernier et Franju que la séance de travail sur Basta ! aura lieu fin octobre à Paris.

#### Enlèvement
Le 26 octobre, Ben Barka contacte Bernier et lui demande de réserver les trois derniers jours du mois pour cette séance de travail. Il l'informe qu'il lui présentera un jeune historien marocain qui pourra être utile au projet. Le lendemain il rappelle Bernier pour fixer le rendez-vous le vendredi 29 octobre à 12 h 15. Bernier propose la brasserie Lipp, 151, boulevard Saint-Germain. Il informe Franju qui prévient Figon. Les trois hommes se retrouvent à la brasserie à l'heure dite.
Ben Barka est arrivé à Orly à 9 h du matin. Il a retrouvé en fin de matinée un étudiant marocain de vingt-huit ans nommé Thami El-Azemouri (Azemourri) et son épouse dans un café des Champs-Élysées. Vers midi, le leader marocain et l'étudiant se font déposer par un taxi à Saint-Germain. À 12 h 30, Ben Barka est interpellé sur le trottoir devant le cinéma qui jouxte le drugstore Publicis par deux hommes qui présentent des cartes de police. Ils éconduisent El-Azemouri et font monter le leader marocain dans une Peugeot 403 banalisée qui disparaît dans la circulation. Dès lors, Ben Barka ne sera plus jamais revu.

#### Alerte
Dès le lendemain en fin de matinée, des journalistes et des personnalités diverses se renseignent auprès de la préfecture de police et du ministère de l'Intérieur au sujet d'une éventuelle arrestation du leader marocain. La source de l'information est Mohammed Tahri (Tairi), personnalité de la gauche marocaine et ami de Ben Barka. Il avait rendez-vous avec lui la veille pour aller au théâtre en compagnie de son frère, Abdelkader Ben Barka. Les deux hommes ont attendu vainement le leader marocain. Tahri a été mis au courant de l'interpellation vers une heure du matin. C'est un représentant de l'UNFP auprès des étudiants marocains nommé Mohammed Sinaceur qui lui a transmis un message d'El-Azemouri, lequel se cache depuis les faits. Dans la matinée du 30, Tahri informe le journaliste Jean Lacouture et l'avocate Gisèle Halimi de la disparition du leader marocain. Abdelkader Ben Barka fait de même avec la rédaction de France-Soir. Les collaborateurs du Monde et de France-Soir alertent en fin de matinée la préfecture de police, la Sûreté nationale, le Quai d'Orsay et le ministère de l'Intérieur,. Edgar Faure, prévenu par Gisèle Halimi, contacte le ministre de l'Intérieur Roger Frey vers 17 heures pour évoquer la disparition du leader marocain. Les différents services de police ont engagé des vérifications depuis la fin de matinée et ont fait savoir qu'ils n'étaient pas au courant de cette affaire. Selon le journaliste Jacques Derogy, les recherches ont été engagées dès l'origine à proximité du deuxième drugstore, celui de St Germain-des-Prés, alors que l'information initiale mentionnait celui des Champs-Élysées. Le commissaire Marchand, chargé de l'enquête, contredira cette information dans son témoignage lors du procès : il affirme que jusqu'à 17 h le dimanche 31 octobre, la police judiciaire situait l'interpellation sur les Champs-Élysées. Abdelkader Ben Barka a confirmé l'information vers 14 h 30 à un fonctionnaire de la préfecture de police qui s'est rendu chez lui pour obtenir des renseignements et lui donner l'assurance que son frère n'a pas été arrêté par la police. Ce point sera confirmé par le ministre de l’Intérieur Roger Frey, qui explique que « L'enquête de police commence avec vingt-quatre heures de retard, sur un renseignement inexact  ». Le journal Le Monde qui paraît dans l'après-midi du 30 octobre publie un entrefilet mentionnant l'arrestation de Mehdi Ben Barka « par deux personnes présentant des cartes de police » le vendredi précédent. L'enlèvement de Ben Barka commence à être évoqué par les radios en début de soirée.
Abdelkader Ben Barka dépose officiellement plainte contre X pour enlèvement et séquestration arbitraire le dimanche 31 octobre à 11 heures. À cette occasion, le commissaire Marchand lui demande son opinion sur les raisons qui auraient pu motiver un enlèvement. Abdelkader Ben Barka répond qu'il n'a pas d'opinion sur les raisons de l'enlèvement et sur ses auteurs. Il déclare également que « le roi du Maroc aurait envoyé un émissaire auprès de son frère pour l'inviter à rentrer au Maroc en l'assurant qu'il ne risquait rien ».
L'enquête est confiée à la brigade criminelle. El-Azemouri est identifié vers 15 h 30 mais reste introuvable. Tahri est entendu à 17 h, sur l'insistance du commissaire Marchand. Il précise que l'enlèvement a eu lieu boulevard St-Germain et non aux Champs-Élysées. À 19 h 40, il se remémore le nom du cinéaste avec qui Ben Barka avait rendez-vous : Franju. Dûment identifié, Georges Franju est convoqué pour le lendemain.

#### Recherches

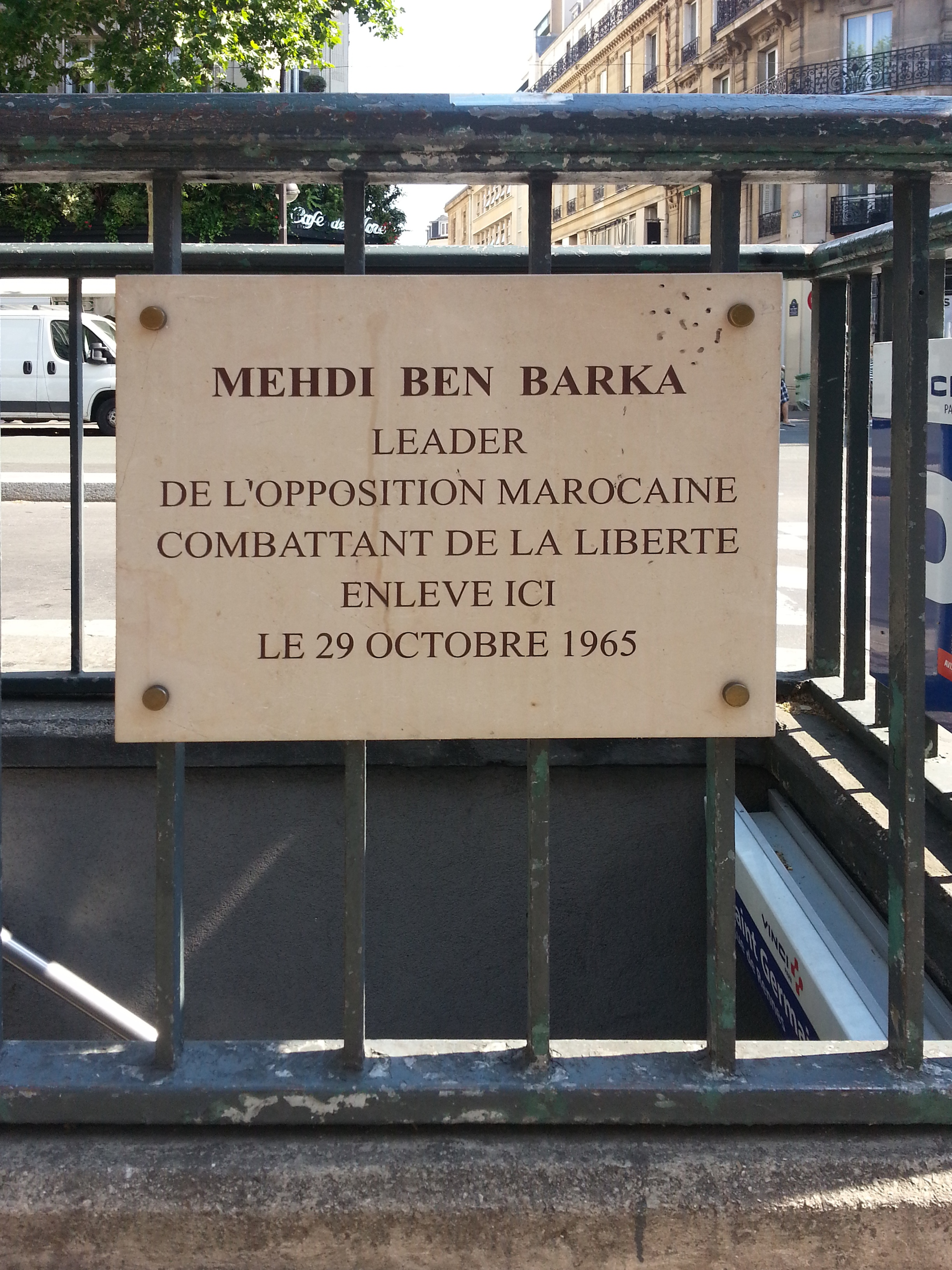
Plaque commémorative sur le lieu de l'enlèvement de l'homme politique marocain Mehdi Ben Barka en octobre 1965 devant la brasserie Lipp, 151, boulevard Saint-Germain à Paris

Les vérifications ont permis de constater que Ben Barka ne se trouve pas dans une prison française. Les premiers témoignages de Franju et Bernier sont recueillis le 1er novembre : c'est Franju qui a communiqué les coordonnées de Bernier (et de Figon) aux enquêteurs. Le nom de Figon a été préalablement cité au commissaire Marchand par le commissaire Jean Caille, des Renseignements généraux. Selon lui, l'intéressé se vante d'avoir participé à l'enlèvement de M. Ben Barka et ce renseignement, donné par un informateur, paraît sérieux. Un avis de recherche le concernant est lancé le jour même par la police judiciaire.
Le 2 novembre, une instruction est ouverte par le juge Louis Zollinger. Le commissaire Bouvier, chef de la brigade criminelle, prend connaissance des premiers procès-verbaux et d'informations obtenues par le commissaire Caille. Celui-ci lui apprend le rôle de Figon et d'un nommé Antoine Lopez dans l'enlèvement. Ce dernier serait un agent du SDECE. Aussitôt averti, le ministre de l'Intérieur se fait confirmer cette information par le directeur du SDECE : Lopez est un « agent d'infrastructure ». Le commissaire Caille indique également que Ben Barka a été conduit dans une villa de Seine-et-Oise connue de Figon et que le général Oufkir serait venu chez Lopez le lendemain. Le policier tient ses renseignements de l'avocat de Figon, Pierre Lemarchand, qu'il a contacté dès que le nom de Figon est apparu dans l'affaire. À la demande du commissaire Caille, Me Lemarchand a cherché à joindre Figon. Celui-ci l'a retrouvé à son domicile et lui a transmis certaines informations. Figon est persuadé que l'enlèvement a été effectué à la demande du SDECE.
Dans l'après-midi, le colonel Marcel Le Roy dit Finville, qui a été l'officier traitant de Lopez au SDECE avant le transfert de l'indicateur à la brigade mondaine, se rend à la Sûreté nationale puis à la Préfecture de police. Il est accompagné par deux collègues, dont Albert Camp, chef adjoint du contre-espionnage. Le général Paul Jacquier, directeur du SDECE, leur a demandé de communiquer aux policiers le dossier du service concernant Lopez. Celui-ci a fait état depuis le mois de mai de manœuvres des autorités marocaines visant à « récupérer » Ben Barka. Le Roy-Finville a rédigé deux rapports circonstanciés à partir de ces informations et les a transmis à sa hiérarchie. À sa grande surprise, Albert Camp se contente de communiquer aux policiers une note succincte mentionnant les noms de Figon, Lemarchand, Bernier, Chtouki. Il les assure que le SDECE n'a rien à voir avec la disparition de Ben Barka. Selon Le Roy-Finville, c'est le colonel René Bertrand dit Jacques Beaumont, directeur de la recherche au SDECE et adjoint de Jacquier, qui a contrevenu aux ordres de ce dernier en ne communiquant pas aux enquêteurs l'ensemble des informations disponibles au sein du service. Il s'agit de couvrir l'inertie du SDECE qui n'a donné aucune suite aux deux rapports concernant Ben Barka (cf. infra). Quoi qu'il en soit, Le Roy-Finville, se fiant aux informations que vient de lui donner Lopez, affirme que celui-ci n'est pour rien dans la disparition du leader marocain.
Bernier, informé par des étudiants marocains, confirme que des allées et venues de voitures (dont un véhicule immatriculé corps diplomatique) ont été remarquées à Fontenay-le-Vicomte. Les enquêteurs apprennent qu'un ami de Lopez nommé Boucheseiche a une villa dans cette commune. Elle est aussitôt placée sous surveillance. Lopez est recherché, mais il est absent de son travail chez Air France à Orly et de son domicile d'Ormoy.
Le même jour, le journal Le Monde signale que le général Oufkir « aurait fait un voyage rapide à Paris dans la journée de vendredi (29 octobre). »

### Enquête

#### Contexte
Philippe Bernier paraît de bonne foi : il a cru au projet de film et n'était pas au courant du projet d'enlèvement. Il n'en va pas de même pour Figon. Georges Figon est un fils de bonne famille dévoyé qui a passé trois ans en hôpital psychiatrique et onze ans derrière les barreaux : en 1950, à l'occasion d'une tentative d'escroquerie, il a tiré sur un policier. Légèrement mythomane, il est sorti de prison en 1961 et entretient des amitiés avec l'intelligentsia parisienne. Il a participé en toute connaissance de cause à la préparation du projet de film qui a servi de prétexte pour attirer Ben Barka à Paris.
Le 3 novembre, Thami El-Azemouri se présente à la police accompagné par le bâtonnier René Thorp et relate les circonstances de « l'interpellation ». C'est le premier témoin oculaire de l'enlèvement à témoigner, cinq jours après les faits. Antoine Lopez est toujours recherché. Le commissaire André Simbille, attaché à la direction de la police judiciaire et ancien chef de la brigade mondaine, convoque l'officier de police Louis Souchon dont Lopez est un informateur. Souchon se présente en fin de matinée et se voit chargé de rechercher Lopez. Il se trouble et déclare : « J'y étais ». Conduit chez Max Fernet, directeur de la police judiciaire, il confirme sa participation à l'enlèvement de Ben Barka, à la demande de Lopez. Mais il affirme qu'il ignore le sort réservé à ce dernier. Ordre lui est donné de rechercher Lopez. Fernet explique à Souchon : « Si grâce à vous on retrouve M. Ben Barka, ce sera là votre seule circonstance atténuante ».
À 14 h 30, Souchon se présente au quai des Orfèvres en compagnie d'Antoine Lopez. Surnommé « Savonnette » ou « Don Pedro », Lopez est inspecteur principal d'Air France à Orly, informateur du SDECE et indicateur de la brigade mondaine (mœurs et stupéfiants) de la Préfecture de police à Orly. Il entretient parallèlement des relations suivies avec de hauts dignitaires marocains, dont le général Oufkir. Plusieurs truands parisiens comptent parmi ses amis. Ses nombreux contacts et les services qu'il leur rend lui vaudront plus tard d'être qualifié d'« agent triple, voire quadruple ».

#### Témoignage d'Antoine Lopez
Son interrogatoire dure toute la nuit. Lopez reconnaît avoir organisé « l'enlèvement » à la demande de « Larbi Chtouki », qui s'avère être un émissaire des services spéciaux marocains. Il pensait ainsi organiser un entretien privé et pacifique entre Oufkir et Ben Barka. En récompense de ce service, les Marocains lui auraient fait miroiter un poste important à la compagnie Royal Air Maroc. C'est Lopez qui a sollicité l'intervention de deux policiers, avec lesquels il entretenait des contacts professionnels. Il prend bien garde cependant de ne pas les nommer lors de ses premiers interrogatoires. Il dit avoir informé au préalable son supérieur au sein du SDECE le colonel Marcel Le Roy-Finville, chef du « Service 7 ». Celui-ci dément cette affirmation. Il indique que Lopez l'a simplement informé le 31 octobre du passage-éclair d'Oufkir dans la région parisienne et l'a assuré n'avoir pris aucune part dans l'enlèvement.
Antoine Lopez était à bord de la 403 banalisée où sont montés Ben Barka et les deux policiers. Ils ont expliqué à Ben Barka qu'une importante personnalité marocaine voulait le rencontrer. Un nommé Julien Le Ny était également à bord. Lopez a guidé le véhicule vers une villa de Fontenay-le-Vicomte appartenant à Georges Boucheseiche, qui fait partie de ses relations et pour qui travaillent Le Ny, Jean Palisse et Pierre Dubail. Tous quatre sont des repris de justice plusieurs fois condamnés par la justice française. Georges Boucheseiche en particulier est bien connu des services de police. Il a fait partie de la Gestapo française et a rejoint en 1946 le Gang des Tractions avant, en compagnie notamment de Pierre Loutrel (dit Pierrot-le-fou) et Jo Attia. Il a été condamné pour le recel du cadavre de Loutrel, puis a fait plusieurs années de prison pour avoir racketté un diamantaire pendant l'Occupation. Dans les années 1950, il s'est converti dans les hôtels de passe et les maisons closes, à Paris et au Maroc. Il est réputé avoir rendu des services à la DGER puis au SDECE lors de l'indépendance du Maroc et la guerre d'Algérie. Palisse et Dubail ont surveillé l'interpellation de Ben Barka, puis ont devancé la 403 des policiers à Fontenay-le-Vicomte.
Lopez indique qu'il a informé Oufkir de la présence de Ben Barka à Fontenay-le-Vicomte, puis l'a accueilli à Orly le lendemain à 17 heures, l'a conduit chez Boucheseiche et lui a laissé les clefs de sa propre maison sise à Ormoy, non loin de Fontenay. Il mentionne également la présence à Orly d'un étudiant marocain nommé El Mahi. Le commandant Dlimi, directeur de la sûreté marocaine, était arrivé peu de temps auparavant en compagnie d'un policier marocain nommé El Houssaini. Le lendemain 31 octobre à 5 heures du matin, Lopez raccompagnera Oufkir, Dlimi et El Houssaini à Orly. Oufkir s'envole pour Genève, Dlimi et El Houssaini pour Casablanca. À l'issue de la première déposition de Lopez, une perquisition est entreprise dans la villa de Georges Boucheseiche à Fontenay-le-Vicomte. Des avis de recherche le concernant, ainsi que Palisse, Dubail, Le Ny et El Mahi, sont lancés le même jour. Les policiers apprennent que l'intéressé a pris l'avion pour Casablanca le 1er novembre. Boucheseiche ne sera plus jamais revu sur le territoire français.
Le mercredi 3 novembre, le général Oufkir, arrivé la veille de Genève, participe à un cocktail offert au ministère de l'Intérieur en l'honneur de quatre gouverneurs marocains qui terminent un stage d'études de trois mois en France. Il y rencontre le préfet de police Maurice Papon et le ministre de l'Intérieur Roger Frey. Celui-ci est surpris de le voir car sa présence ne lui avait pas été annoncée. Il connaît Oufkir, dont il apprécie « les sentiments très francophiles » et qu'il a déjà rencontré au Maroc et à Paris. Oufkir s'envole le lendemain pour le Maroc avec le chef de la police Ahmed Dlimi.

#### Premières initiatives diplomatiques
Le 3 novembre, l'enlèvement est évoqué en conseil des ministres. Charles de Gaulle mentionne « une affaire bizarre » à laquelle « le ministre de l'intérieur marocain, Oufkir, est mêlé » ayant été « aidé par des Français ». Il conclut : « ce qui est sûr, c'est qu'il faudra établir la vérité et en tirer toutes les conséquences ».
Le 4 novembre au matin, Maurice Papon informe Roger Frey de la teneur des déclarations de Lopez. Celles-ci lui paraissent incroyables. Le ministre en parle aussitôt au premier ministre Georges Pompidou, dont la surprise est aussi grande que la sienne. Cependant au cours du débat parlementaire du 6 mai 1966, il insistera sur le fait qu'à cette date, les enquêteurs ne disposaient que des témoignages d'un repris de justice (Figon) et d'un indicateur (Lopez). Lors d'une réunion avec le Premier ministre, le ministre de l'Intérieur et le ministre des Affaires étrangères, la décision est prise d'envoyer immédiatement à Rabat un haut fonctionnaire du cabinet de Maurice Couve de Murville.
Philippe Malaud, membre du cabinet du ministre des Affaires étrangères, se rend aussitôt au Maroc. Le 5 novembre, il rencontre le roi Hassan II à Fès en compagnie de l'ambassadeur Robert Gillet. L'émissaire présente au roi les informations réunies sur l'affaire, exprime les doléances de la France et met en cause directement le général Oufkir. Il souhaite connaître le sort de Ben Barka et le ramener en France à supposer qu'il soit encore vivant. Les deux diplomates se heurtent à un mur : Hassan II dit n'être au courant de rien. Le rapport fait par Philippe Malaud à de Gaulle dès le lendemain met celui-ci en fureur contre le roi.
Le 8 novembre, après avoir reçu un courrier de la mère de Mehdi Ben Barka, le président de la République lui fait répondre par l'ambassadeur de France à Rabat : « Veuillez faire savoir à la mère de Mehdi Ben Barka que le général de Gaulle a bien reçu la lettre qu'elle lui a adressée et qu'il tient à l'assurer que la justice exercera son action avec la plus grande rigueur et la plus grande diligence ».

#### Arrestation d'El Mahi
Le 7 novembre, l'étudiant marocain El Ghali El Mahi est interpellé à Paris et inculpé de séquestration arbitraire. Il s'agit d'un ancien membre du cabinet d'Oufkir, venu à Paris en congé spécial pour terminer ses études à HEC. Son épouse est la nièce du général Oufkir. El Mahi est en relation avec Georges Boucheseiche et ses amis. Il admet avoir rencontré Oufkir à Orly le 30 octobre mais dément toute participation à l'affaire.

#### Réaction du gouvernement
Le 9 novembre, le ministre de l'Intérieur Roger Frey tient une séance de travail consacrée à l'affaire. À cette réunion assistent Maurice Papon, préfet de police, Maurice Grimaud, directeur général de la Sûreté nationale, Michel Hacq, directeur des services de police judiciaire de la Sûreté nationale et Henri Boucoiran, directeur des Renseignements généraux. À l'issue de la réunion, le ministre fait savoir qu'il souhaite que toute la vérité soit faite et qu'il a renouvelé ses instructions pour que l'affaire soit traitée avec « fermeté, énergie et rapidité. » Au cours de la réunion, il apparaît que les enquêteurs ont déploré n'avoir été informés que 24 heures après le rapt. Sans ce retard, ils auraient pu, estiment-ils, retrouver non loin de Paris et en vie le leader marocain. Le lendemain, l'affaire est à nouveau évoquée en conseil des ministres. Le ministre des Affaires étrangères Maurice Couve de Murville met en cause le général Oufkir et indique ne pas savoir si Mehdi Ben Barka est mort ou vivant. L'ambassadeur de France a rencontré le roi du Maroc et lui a indiqué « qu'il n'était pas tolérable qu'une opération soit menée sur le territoire français par un ministre étranger. » De Gaulle conclut : « Le problème de nos rapports avec le Maroc est posé. Si le roi liquide Oufkir, ça ira. »

#### Mandat d'arrêt contre Boucheseiche
Le 8 novembre, un mandat d'arrêt international est lancé contre Boucheseiche pour arrestation et séquestration illégales. Ce mandat d'arrêt est assorti d'une demande d'extradition transmise au gouvernement marocain. Le 12 novembre, sur la base des déclarations de Lopez, le juge lance des commissions rogatoires internationales afin d'entendre le général Oufkir et le commandant Dlimi. Elles sont transmises au gouvernement marocain par l'ambassade de France à Rabat. Sur instruction du roi Hassan II, le gouvernement s'oppose à leur exécution.

#### Arrestation de Souchon et Voitot
Les deux policiers qui ont procédé à l'interpellation de Ben Barka ont été mis sous surveillance depuis le 2 novembre. Le 11 novembre, ils sont placés en garde à vue et interrogés par les commissaires Bouvier et Poiblanc. Il s'agit de l'inspecteur principal Louis Souchon (chef du groupe des stupéfiants à la Brigade mondaine) et de son adjoint Roger Voitot. Ils commencent par nier leur participation à l'enlèvement, tout en admettant connaître Lopez comme l'un de leurs informateurs. Le 13 novembre, après un entretien dramatique avec le directeur de la police judiciaire Max Fernet, Louis Souchon finit par reconnaître sa participation à l'enlèvement. Il est imité peu après par Roger Voitot. Ils sont inculpés le lendemain pour arrestation illégale par le juge Zollinger puis écroués à la prison de la Santé.

#### Mise en cause de Maître Lemarchand
Le 16 novembre, Antoine Lopez fait un nouveau témoignage devant le juge Zollinger. « Je n'ai peut-être pas dit tout ce que je savais », commence-t-il. Il complète le récit de l'interpellation fait par Souchon et Voitot et met en cause Pierre Lemarchand. Celui-ci est l'ami et l'avocat de Figon. Il est également député UNR (gaulliste) de l'Yonne et proche de Roger Frey. Il a pris part à la lutte contre l'OAS avec Lucien Bitterlin et Dominique Ponchardier, en recrutant des hommes de main - les fameux "barbouzes".
Selon Lopez, Lemarchand était présent sur les lieux au moment de l'interpellation de Ben Barka. Il mentionne également sa présence à Orly le 20 septembre, lorsque Figon et Bernier ont pris l'avion pour Genève afin de rencontrer Ben Barka. Lemarchand aurait échangé quelques mots avec Figon et aurait pris le même avion que les deux hommes. Enfin, Lopez soupçonne l'avocat d'être le « correspondant au ministère de l'Intérieur » de Chtouki qui aurait prétendument couvert la mission de Souchon et Voitot.
Le 18 novembre, à la suite du témoignage de Lopez, Maître Lemarchand est entendu par le juge Zollinger. Il réfute les accusations de Lopez en faisant état de sa présence dans sa circonscription d'Auxerre le jour de l'enlèvement. Une vingtaine de maires de la circonscription confirment ses dires. Quant à la rencontre avec Figon à Orly le 20 septembre, elle est selon lui purement fortuite : il allait visiter l'un de ses clients détenu à la prison de Genève,. En conclusion, il nie toute implication dans l'enlèvement de Ben Barka.
Le 30 novembre, la partie civile représentée par la famille de Mehdi Ben Barka, demande au juge d'instruction de lancer un mandat d'arrêt international contre le général Oufkir et le commandant Dlimi. « Il serait en effet difficile d'admettre, déclarent-ils, qu'après avoir lancé un tel mandat contre Boucheseiche, un exécutant, l'on ne fasse pas de même contre des chefs que leurs fonctions ne devraient en aucune manière soustraire à l'action de la justice. »

#### Bulletins de renseignement de Le Roy-Finville
Le 21 décembre, le juge Zollinger procède à l'audition du général Paul Jacquier, directeur du SDECE et du colonel Marcel Le Roy dit Finville, ancien officier traitant de Lopez. Contrairement aux usages de discrétion qui prévalent dans les services spéciaux, Jacquier a accepté sans discuter de déférer à la convocation du juge.
Lors de son audition, le général Jacquier remet au juge deux bulletins de renseignement émis par Le Roy-Finville le 17 mai et le 22 septembre. Ils ont été rédigés sur la base d'informations transmises par Lopez et provenant de ses contacts marocains. Le premier bulletin fait état du souhait de Hassan II de rencontrer Ben Barka, voire de lui confier un poste au sein du gouvernement. Le roi semble avoir besoin de l'appui ou de la neutralité du leader en exil afin de surmonter certaines difficultés intérieures. Oufkir a été chargé de cette manœuvre d'approche, conjointement avec le cousin du roi, le prince Moulay Ali. Le bulletin de Le Roy-Finville attire l'attention sur « le désir des dirigeants marocains de mettre fin à la position de Ben Barka suivant des procédés non orthodoxes » et sur le projet de "récupération" du leader marocain par Oufkir et son entourage.
Le 22 septembre, après de nouvelles informations transmises par Lopez qui a eu des contacts récents avec Oufkir, Le Roy-Finville fait rédiger un nouveau bulletin, plus précis. Lopez a, en effet, mentionné le projet de film en cours et les premiers échanges à ce sujet entre Bernier et Figon avec Ben Barka au Caire et à Genève, en septembre. Le nom de l'agent marocain faisant partie de "l'équipe" est cité : Larbi Chtouki. Dlimi et Lemarchand sont également mentionnés : ce dernier - inconnu de Le Roy-Finville - aurait "arrangé les formalités de Bernier et Figon" lors de leur voyage à Genève.
Que sont devenus ces bulletins ? Selon Le Roy-Finville, le premier est parvenu au colonel Richard, chef de la section des affaires arabes au SDECE. Celui-ci n'a pas donné suite à l'information. Le deuxième bulletin a été transmis au directeur de la recherche, le colonel Beaumont, qui exerce la responsabilité opérationnelle du Service. Il en a transmis une copie au chef du contre-espionnage, le colonel Delseny. Sans résultat. Delseny expliquera plus tard que, travaillant en sous-effectif pendant les vacances, il n'avait pas la possibilité d'approfondir les informations. Beaumont ne cherchera pas à en savoir plus. S'ils avaient été correctement exploités, il est vraisemblable que ces bulletins de renseignement auraient conduit à proposer une protection policière à M. Ben Barka.
Lors des deux procès, le colonel Beaumont témoignera d'ailleurs que, dès le 30 avril, le SDECE était en possession d'un premier renseignement. Cette note du 30 avril lui avait déjà appris les intentions d'Oufkir et même la présence de ce dernier à Paris le 21 avril 1965. C'est après la réception de ce renseignement que Lopez fut envoyé à Rabat du 8 au 10 mai 1965, pour en revenir avec les informations qui allaient constituer la note du 17 mai dans laquelle se trouvent l'expression « récupération de Ben Barka par des procédés non orthodoxes, ».
Jacquier rapporte enfin des propos tenus par Figon à Lopez le 12 octobre et transmis peu après à Le Roy-Finville : « J'ai l'impression que mon voyage au Caire avec Chtouki et Bernier cache quelque chose. S'ils veulent faire un sort à Ben Barka, moi je veux toucher de l'argent immédiatement, sinon je "balance" l'affaire aux journaux ». Le général Jacquier conclut peu logiquement son témoignage : « Dans ces conditions, aucun indice ne permettait au Service de penser qu'il pouvait être procédé en France à l'enlèvement de M. Ben Barka ». Le colonel Beaumont confirmera cette analyse lors des procès, expliquant que le SDECE croyait à la thèse d'un rapprochement entre le roi Hassan II et Ben Barka excluant toute éventualité de danger physique.

#### Rôle de Figon
Georges Figon est toujours en fuite et circule à peu près librement dans Paris, en dépit du mandat d'arrêt lancé contre lui dès le 4 novembre par le juge Zollinger. Il rencontre à plusieurs reprises des journalistes et se fait même photographier par Paris Match devant le 36, quai des Orfèvres. En fait, il souhaite monnayer son silence ou ses révélations par les commanditaires marocains ou par les journaux.
Le 10 janvier 1966, L'Express publie son témoignage recueilli par Jacques Derogy et Jean-François Kahn sous le titre « J'ai vu tuer Ben Barka » - titre imposé par le directeur du magazine Jean-Jacques Servan-Schreiber et qui ne correspond pas au récit. C'est la chanteuse Marie Laforêt qui a mis en contact Figon et les journalistes, par l'intermédiaire de Joseph Zurreta, un truand lyonnais qui est l'ami d'un de ses amis d'enfance. Figon explique que le leader marocain a été séquestré dans la villa de Georges Boucheseiche et confronté au général Oufkir et au colonel Ahmed Dlimi qui lui ont fait subir des sévices. Figon donne les noms des acolytes de Boucheseiche qui ont participé à la séquestration : Dubail, Palisse et Le Ny. Ce récit recoupe partiellement le témoignage de Lopez. Il comporte cependant des invraisemblances et des affabulations. Dès le lendemain de sa parution, Figon envoie d'ailleurs des démentis au juge Zollinger, au Monde et à Combat.
Le 17 janvier, Figon est localisé par la police dans un studio qu'il sous-loue 14 rue des Renaudes, dans le XVIIe arrondissement. Il y est retrouvé mort par les policiers, apparemment suicidé. Le 19 janvier, Marcel Le Roy-Finville est suspendu de ses fonctions de chef d'études au SDECE. Cette sanction administrative est motivée par le retard de deux jours mis par l'intéressé à rendre compte à son directeur le général Jacquier de l'appel reçu d'Antoine Lopez et par le fait de ne pas lui avoir rapporté la totalité des informations que Lopez lui avait transmises le 31 octobre. Il sera arrêté et écroué à la prison de la Santé le 10 février et y restera jusqu'au 8 juin.

#### Demande de comparution des ministres
À partir du mois de janvier, la partie civile demande la comparution des ministres de l'Intérieur et de la Justice devant le juge. Cette demande est examinée au conseil des ministres du 12 janvier. La pratique suivie depuis sept ans veut que les comparutions soient refusées par le conseil. Le général de Gaulle indique aux ministres qu'il convient de déférer aux demandes du juge d'instruction. « Il faut aller jusqu'au bout de la vérité », conclut-il. Selon Alain Peyrefitte, « il a la conscience tranquille. Il n'est pas tout à fait sûr que tout le monde l'ait autant que lui ». Roger Frey témoignera devant le premier président Touffait le 16 février.

#### Mandats d'arrêt contre Oufkir, Dlimi et «Chtouki»
Le 22 janvier, le juge Zollinger délivre trois mandats d'arrêt internationaux contre le général Oufkir, le commandant Dlimi et « le nommé Larbi Chtouki ». Le communiqué publié à cette occasion rappelle qu'« une commission rogatoire avait été adressée et remise le 17 novembre aux autorités marocaines, aux fins d'audition comme témoins du général Oufkir et du commandant Dlimi, mais aucune suite ne semble avoir été donnée jusqu'à présent à ce mandat de justice ».
Le 24 janvier, Robert Gillet, ambassadeur de France à Rabat, remet une note d'explication à M. Benhima, ministre marocain des affaires étrangères : « L'instruction menée par la justice française au sujet de l'affaire Ben Barka a conduit le juge à la conviction que le ministre marocain de l'Intérieur a organisé l'enlèvement et que le ministre marocain de l'Intérieur et plusieurs de ses collaborateurs directs ont participé personnellement aux dernières phases de l'opération ».

### Scandale

#### Prémices
Le fait qu'un homme politique étranger ait pu être enlevé en plein Paris suscite rapidement de nombreux articles de presse. L'information concernant le voyage-éclair du général Oufkir en France au lendemain de la disparition de Ben Barka soulève de nombreuses interrogations. Ces questions se perdent au milieu des commentaires concernant l'annonce, le 4 novembre, de la candidature du général De Gaulle à l'élection présidentielle. Cependant dès le 6 novembre, François Mitterrand, candidat lui aussi, dénonce « une atteinte grave au renom de notre pays », demande « l'immédiate libération » de Ben Barka et souhaite que soient sévèrement sanctionnées « la faiblesse, sinon la complicité des services de police ».
Le 8 novembre, Jacques Derogy et Jean-François Kahn publient dans le magazine L'Express un article intitulé « Les étranges coïncidences de l'affaire Ben Barka », qui dénonce un « scandale politique » derrière ce qui aurait pu apparaître comme un crime crapuleux. Par la voix de son directeur Jean-Jacques Servan-Schreiber, le magazine souhaite que soit levé le mystère autour de cet enlèvement. Les nombreux articles publiés pendant les semaines qui suivent citent nommément le général Mohamed Oufkir, ministre marocain de l'Intérieur et chef des services secrets, arrivé à Paris le 30 octobre et reparti le lendemain.
Le 17 novembre, Claude Bourdet et David Weill, conseillers municipaux du PSU, saisissent le conseil municipal de Paris d'une question d'urgence sur les conditions de l'enlèvement du leader marocain. M. Papon, préfet de police, s'oppose à la discussion en ces termes : « Le gouvernement entend faire toute la lumière sur cette affaire et il le prouve. La préfecture de police entend mener son enquête vigoureusement, quelles que soient les circonstances et elle le prouve. La justice étant saisie et le judiciaire tenant, selon l'adage, " l'administratif en l'état ", je ne puis que m'opposer à ce débat ».
Les méthodes du juge Zollinger donneront lieu à une diffusion rapide des péripéties de l'instruction : celui-ci informe en effet systématiquement les avocats des parties civiles, lesquels informent à leur tour les journalistes. De fait, l'affaire Ben Barka fera fréquemment les grands titres de la presse au cours des semaines et des mois qui suivront. Cependant l'affaire ne va guère être évoquée pendant la campagne électorale, à l'exception de déclarations et d'interpellations de François Mitterrand et Pierre Marcilhacy.

#### Révélations de Louis Souchon
C'est au mois de janvier 1966, après le deuxième tour de l'élection présidentielle qui a vu la victoire du général de Gaulle, que le scandale va prendre de l'ampleur. Le 17 janvier, les informations divulguées à l'issue de l'interrogatoire par le juge Zollinger de l'officier de police Souchon font état d'une information préalable de hautes autorités de l'État. Le 14 janvier, Souchon a déclaré en effet au juge Zollinger qu'Antoine Lopez lui a indiqué, quand il l'a sollicité pour procéder à l'interpellation de Mehdi Ben Barka, que l'opération était couverte par le colonel Le Roy-Finville du SDECE ; Lopez aurait ajouté « Jacques Foccart est pour le moins au parfum ». Souchon ajoute qu'il a informé dès le 3 novembre — soit huit jours avant son arrestation — le directeur de la Police judiciaire Max Fernet et son adjoint le commissaire Simbille de son rôle dans l'enlèvement de Ben Barka et de la protection invoquée par Lopez. Il explique enfin au juge que c'est lui qui, le 3 novembre, a contacté Lopez et l'a accompagné à la police judiciaire.
Jean Lecanuet dépose aussitôt une question écrite au Sénat, demandant au premier ministre « de lui faire connaître s'il estime fondées les révélations qui mettent en cause la responsabilité du ministre de l'intérieur et de plusieurs hauts fonctionnaires ». Le 20 janvier, François Mitterrand somme le gouvernement de s'expliquer.

#### Explications de Max Fernet
Entendus dès le 15 janvier, Max Fernet et André Simbille confirment les révélations de leur subordonné concernant sa confession du 3 novembre. « Notre seul souci était alors de retrouver Ben Barka. (...) Pour ne pas gêner l'enquête policière, nous avons mis Souchon et Voitot sous surveillance, après en avoir avisé le préfet de police Maurice Papon ainsi que Roger Frey. Quand au bout de huit jours on s'est aperçu que cette surveillance ne pouvait plus rien donner, nous les avons déférés au commissaire Bouvier. Mais tous deux ont commencé par nier toute participation. (...) L'étudiant El-Azemouri n'a même pas été capable de les reconnaître formellement. Il a donc fallu que j'intervienne personnellement pour que Souchon finisse par passer des aveux et confirmer ce qu'il avait reconnu devant nous huit jours auparavant ».
Le 20 janvier, entendu par le juge Zollinger, Antoine Lopez conteste formellement les propos que lui a prêtés Souchon à propos de la citation de Jacques Foccart. Max Fernet et André Simbille démentent également l'allégation de Souchon. Le 21 janvier, lors d'une confrontation générale, Lopez modifie sa version des faits : « Je ne me souviens pas d'avoir tenu ce propos, dit-il en substance, mais si Souchon m'avait interrogé en ce 28 octobre sur ce point, je lui aurais certainement répondu que M. Foccart était peut-être au courant, car à ce niveau on est au courant de beaucoup de choses. » Lors de la même confrontation, Souchon se montre moins affirmatif à propos de l'information de ses supérieurs.

#### Suicide de Figon
C'est cependant l'annonce du suicide de Georges Figon, le 17 janvier, qui va déclencher les réactions les plus virulentes. Le quotidien communiste L'Humanité dénonce « un scandale d'État » et conclut qu'il faut « débarbouzer » le régime. L'Aurore, très anti-gaulliste, Le Figaro, plutôt gaulliste, Le Monde, très hostile, publient de nombreux articles sur le « caractère troublant » du suicide de Figon ; Le Canard Enchainé titre, goguenard, « Georges Figon suicidé de trois balles mortelles dans la tête ! ». Le parallèle est fait avec le suicide d'Alexandre Stavisky. Le gouvernement est soupçonné de vouloir refuser, saboter ou freiner la vérité. La presse internationale n'est pas en reste. Le Times et le Daily Mail évoquent « un nouveau scandale français ». Les communistes demandent la convocation immédiate de l'Assemblée nationale pour répondre aux questions posées sur l'affaire. Ils sont imités par les députés socialistes qui demandent « la convocation du Parlement pour qu'un débat contradictoire ait lieu sur cette affaire qui concerne à la fois le respect des principes essentiels de garantie de la liberté individuelle et le respect des lois internationales sur notre territoire ». La Ligue des Droits de l'homme réclame également un débat parlementaire, les sénateurs socialistes interpellent le gouvernement, Gaston Defferre et François Mitterrand le somment de s'expliquer.

#### Appel pour «la vérité sur l'affaire Ben Barka»
Le 17 janvier, seize personnalités prestigieuses issues des milieux politiques, culturels et scientifiques, lancent un appel « pour que la lumière soit faite sur le sort de Mehdi Ben Barka et pour que soient démasqués et châtiés les responsables quels qu'ils soient. »
Cet appel dit notamment : « Si l'information judiciaire a abouti déjà à plusieurs inculpations, il ne paraît pas que les responsabilités essentielles aient été encore dégagées. L'opinion ne saurait tolérer que des éléments incontrôlés, mal contrôlés ou inspirés puissent se livrer à des rapts politiques sur le territoire français. Elle attend du gouvernement qu'il prenne une pleine conscience de ses responsabilités. » Parmi les signataires se trouvent des gaullistes de gauche (René Capitant, Maurice Clavel, Léo Hamon, Emmanuel d'Astier de la Vigerie), des écrivains (François Mauriac, Jean Guéhenno, Jean Rostand), des personnalités de gauche (Louis Aragon, membre du comité central du parti communiste, Alain Savary, Laurent Schwartz), le prix Nobel Jacques Monod, l'ancien ministre M.R.P. Robert Buron et René Cassin, membre du Conseil constitutionnel. Quatre jours plus tard, Roger Frey vient s'expliquer chez Mauriac en présence de Léo Hamon, René Capitant, Jean-Claude Servan-Schreiber. L'entrevue dure plus de deux heures. François Mauriac en retire « la conviction absolue que Frey n'a aucune responsabilité directe dans l'affaire » et que « tout cela s'est passé en dehors de lui. »
Le lendemain dans son Bloc-notes du Figaro, Mauriac se désolidarise de l'appel : « Je ne veux pas qu'on puisse me croire d'accord avec ces gaullistes qui, pour tirer sur les ministres de De Gaulle, ont attendu l'heure du guet-apens. » Il dénonce « l'étroite liaison du général Oufkir et des services secrets américains. » Il conclut : « Ces services viennent de réussir un magnifique coup double, contre le Tiers-monde, en se débarrassant de Ben Barka, et contre de Gaulle. Si les services américains sont innocents dans cette affaire, c'est le diable qui aura joué pour eux. » Washington opposera un démenti à cette hypothèse. Dans la foulée, Mauriac démissionne de l'association France-Maghreb, à l'origine de l'appel.

#### Colère de De Gaulle
Le 19 janvier, l'affaire est à nouveau évoquée en conseil des ministres. Le premier ministre Georges Pompidou rappelle que « des membres des services français, de la police et du SDECE sont coupables de complicité active et de participation au crime. » Il relève que « il n'y a pas eu de coopération entre les services. Les polices se détestent, ensemble elles détestent les services spéciaux et tout ce monde déteste la justice. » Il met en cause les avocats de la partie civile « qui constituent en fait le comité politique du principal candidat de l'opposition à la présidence, M. Mitterrand. »,
Après avoir souligné la responsabilité d'Oufkir et avoir déploré que le roi du Maroc « n'ait pas pu ou voulu désavouer les coupables », De Gaulle met en cause les services spéciaux et la police : « Les services spéciaux ne sont pas assez tenus en main. Il n'est pas acceptable que leur chef n'ait pas été tenu au courant. La police, c'est la même chose. Il n'est pas acceptable que les chefs n'aient pas été immédiatement prévenus. » Selon Jean Charbonnel, secrétaire d'État aux Affaires étrangères, la colère de De Gaulle vise Roger Frey, ministre de l'Intérieur. Celui-ci, blême, défend les policiers. De Gaulle répond : « Cessez donc avec vos policiers. Ils n'ont pas trouvé très vite. Ils étaient paralysés par le copinage. Ils sont restés entre le zist et le zest. Ils sont restés huit jours avant de coffrer leurs collègues. » À l'issue du conseil, le général Jacquier est limogé. Le général Guibaud le remplace à la tête du SDECE, qui est soustrait à l'autorité du Premier ministre et directement rattaché au ministre des Armées. Par ailleurs, De Gaulle prescrit de réorganiser la police « de fond en comble », d'inculper « les Marocains en cause » et il conclut : « Il faut que la justice aille au fond de cette détestable affaire. ».
De Gaulle renouvellera ses critiques à l'égard du SDECE et du ministre de l'Intérieur dans les semaines qui suivent, notamment auprès de Jacques Foccart : « Frey est marié avec sa police. Il ne la commande pas, il la défend ; il utilise des artifices pour expliquer que les choses vont bien, qu'on ne peut pas faire autrement, etc. Mais ce n'est pas vrai. Il est tout à fait inadmissible que ses types ne soient pas bouclés et tenus. (...) Nous serons obligés de nous en séparer. » (...) « Le SDECE, c'est un secteur qui ne va pas du tout. Alors, remis sous l'autorité des armées, cela rentrera un peu dans l'ordre ; on balaiera tous ces zigotos civils qui ont pris leurs habitudes et se camouflent dans ces services. On va y remettre un peu d'autorité et de discipline et, quand cela ne marchera pas, on foutra dedans ceux qui n'avanceront pas droit. ». Il faudra l'intervention de Georges Pompidou pour éviter que Roger Frey ne soit contraint d'abandonner son ministère.

#### Discrétion du commissaire Caille
Le nom du commissaire Jean Caille, sous-directeur des Renseignements Généraux à la Préfecture de police, circule depuis le début de l'affaire. De nombreux articles de presse mentionnent son implication. Cependant il n'apparaît dans la procédure que le 14 janvier, lors du témoignage de Souchon, puis le lendemain lors de la confrontation Lopez-Le Roy-Finville. Caille semble avoir été l'un des premiers informés des détails de l'interpellation de Mehdi Ben Barka. Il a apporté de nombreuses informations au commissaire Bouvier, chargé de l'enquête, mentionnant systématiquement des "sources confidentielles."
D'après certains journalistes, c'est Figon qui aurait informé le commissaire dès le 2 novembre. Caille est entendu par le juge Zollinger le 20 janvier. Il lui explique avoir été informé le 1er novembre de l'implication de Figon dans la disparition de Ben Barka, sans citer le nom de son informateur. Il a demandé à Me Lemarchand qu'il connaît bien et qui est l'avocat de Figon, de joindre ce dernier d'urgence. Figon s'est rendu le 2 novembre au matin au cabinet de Lemarchand et lui a livré sans témoin tous les détails de l'affaire - à peu de chose près identiques à ceux que l'on trouvera exposés dans l'Express le 10 janvier. L'avocat les a répercutés immédiatement au commissaire qui les a transmis à son tour au commissaire Bouvier. Cette version, réitérée devant le juge le 31 janvier, sera confirmée par Me Lemarchand lors d'une confrontation avec le commissaire Caille. Elle est pourtant mise en doute par plusieurs journalistes ayant travaillé sur l'affaire, qui expliquent que Caille a eu un contact direct avec Figon, à la demande du ministre de l'Intérieur. Comme condition à son témoignage, Figon aurait obtenu un nouveau passeport, l'arrêt des recherches le concernant et un délai pour permettre aux comparses de Boucheseiche de quitter la France,.
L’article 40 du code de procédure pénale précise que « tout policier public, fonctionnaire, qui, dans l’exercice de ses fonctions, acquiert la connaissance d’un crime ou d’un délit, est tenu d’en donner avis au procureur de la République ». Le commissaire Jean Caille, qui n’a rien dit à la justice le 2 novembre, a donc commis une entorse à ce code. Il est vrai qu’il en fut de même pour (...) Max Fernet, directeur de la P.J., et pour André Simbille, sous-directeur.

#### Meeting de la Mutualité
Le 24 janvier, en réponse à la question écrite d'un député, le premier ministre Georges Pompidou déclare : « il convient de mettre un terme, avec la plus grande netteté, aux insinuations tendancieuses selon lesquelles le gouvernement entretiendrait et emploierait des polices parallèles. » Le point culminant est atteint lors du meeting du 25 janvier à la Mutualité. À l'initiative de la Ligue des droits de l'homme et des partis de gauche, cette manifestation fait salle comble. Réunis sous une banderole à l'effigie de Mehdi Ben Barka, les orateurs du PSU, du Parti radical, de la SFIO, du Parti communiste mettent en cause avec virulence le pouvoir gaulliste et demandent la démission du ministre de l'Intérieur Roger Frey ainsi que de Jacques Foccart. François Mitterrand dénonce la responsabilité de De Gaulle et met en cause le silence des autorités : « Aucun de ceux qui ont pris la responsabilité de se taire n'ont fait l'objet d'une sanction administrative ou de poursuites judiciaires. » Il porte également des accusations de connivence entre le gouvernement et les truands : « Pourquoi aller chercher les truands dehors, ils sont à l'intérieur. Quand on n'a pas réussi à leur donner un grade dans le contre-espionnage, on les installe à la Chambre des députés ».
Dans ses éditoriaux du journal Le Provençal, dont il est le directeur, le député SFIO (socialiste) et maire de Marseille Gaston Defferre cible directement et violemment Georges Pompidou, Jacques Foccart et Roger Frey. Il écrit que leurs "fautes" sont "reconnues" et ajoute : « En refusant de prendre leurs responsabilités, en ne se sanctionnant pas eux-mêmes, en se cramponnant à leurs postes, le premier ministre et les ministres donnent le plus mauvais exemple (...) et portent atteinte à l'État lui-même. Quant au président de la République, sa responsabilité est encore plus grave... »" Le 4 février, il accuse : « La campagne électorale et les élections étaient une excellente occasion (...) pour saisir le juge souverain (...) C'est ce qu'il (le président de la République) aurait fait sans doute, s'il n'avait rien eu à craindre, s'il avait eu la conscience tranquille (...). Cela prouve à soi seul combien le général De Gaulle appréhendait que ce dossier soit ouvert au grand jour. En agissant ainsi il s'est accusé lui-même. ». Emmanuel d'Astier de la Vigerie, grand résistant et gaulliste de gauche, écrit pour sa part : « De Gaulle n'est pas un chef totalitaire qui doit attendre d'être jeté bas pour reconnaître une erreur (...). Si l'affaire devient claire (elle ne l'est pas encore) et que la passion politique ne l'obscurcit pas, De Gaulle doit être capable d'écarter le fonctionnaire, l'associé le plus élevé ou le plus fidèle. »

#### Conférence de presse du 21 février 1966
Une conférence de presse prévue de longue date va donner l'occasion à De Gaulle de s'exprimer publiquement sur l'affaire Ben Barka. D'entrée de jeu, il annonce qu'il abordera ce sujet. Très vite, le journaliste Philippe Viannay, du Nouvel Observateur, le questionne : « Pourquoi n'avez-vous pas jugé bon de donner au peuple français, au moment où vous sollicitiez ses suffrages pour l'élection présidentielle, des informations qui lui auraient permis de juger l'action de votre gouvernement dans l'affaire Ben Barka, informations que la presse, que vous critiquiez tout à l'heure, a dû tenter seule de reconstituer ? »  « C'est l’effet de mon inexpérience ! » rétorque ironiquement De Gaulle.
Il poursuit son exposé : « Ce qu'il faut considérer d'abord dans cette affaire, c'est que le ministre de l'Intérieur du gouvernement marocain, (...) a, comme tout l'indique, fait disparaître sur notre sol un des principaux chefs de l'opposition. Cette affaire marocaine en est donc une entre Paris et Rabat, parce que la disparition de Ben Barka a eu lieu chez nous, parce qu'elle a été perpétrée avec la complicité obtenue d'agents ou de membres de services officiels français et la participation de truands recrutés ici, enfin parce qu'en dépit des démarches du gouvernement de Paris, des commissions rogatoires et mandats adressés par notre juge d'instruction, rien n'a été fait par le gouvernement marocain pour aider la justice française à établir la vérité, ni pour la révéler en tant qu'elle le concerne. (...) Au total (...), le fait est que ce gouvernement n'a, jusqu'à présent, rien fait pour justifier, ni réparer, l'atteinte qui a été ainsi portée à notre souveraineté. Il est donc inévitable, quelque regret qu'on en ait, que les rapports franco-marocains en subissent les conséquences. »
« Du côté français, que s'est-il passé ? (...). Ce qui s'est passé n'a rien eu que de vulgaire et de subalterne. Il s'est agi d'une opération consistant à amener Ben Barka au contact d'Oufkir et de ses assistants en un lieu propice au règlement de leurs comptes. Cette opération (...) a été préparée et organisée par un indicateur du service de contre-espionnage français à la faveur du silence du chef d'études qui l'employait ; l'indicateur en question ayant obtenu le concours de fonctionnaires de la police avec lesquels il se trouvait en rapports fréquents pour des raisons de service. Mais rien, absolument rien, n'indique que le contre-espionnage et la police, en tant que tels et dans leur ensemble, aient connu l'opération, a fortiori qu'ils l'aient couverte. Bien au contraire, quand ils l'eurent apprise, la police mit ceux des participants qui étaient à sa portée en état d'arrestation ou de garde à vue et la justice fut saisie. Depuis lors, celle-ci fait son œuvre sans être aucunement entravée. »
« D'autre part, il est apparu que quelque chose est à rectifier en ce qui concerne les services intéressés, ce quelque chose c'est, dans leur fonctionnement, une trop grande latitude souvent laissée à des exécutants. (...) »
De Gaulle met ensuite en cause « de frénétiques offensives tendant à ameuter l'opinion contre les Pouvoirs publics. »  Il dénonce « l'assaut des partisans, une fois de plus unanimes dès lors qu'il fallait essayer de nuire au régime qui n'est pas le leur. Ces partisans ont cherché à faire croire, au mépris de toute équité et sans l'ombre du commencement d'une preuve, que les auteurs, ou protecteurs, ou responsables, de la disparition de Ben Barka étaient de hauts fonctionnaires, voire des membres du gouvernement (...) »
Le président s'en prend ensuite à « une grande partie de la presse, travaillée par le ferment de l'opposition politique, attirée par l'espèce d'atmosphère à la Belphégor que créait l'évocation des mystérieuses « barbouzes », (...) (qui) s'est lancée (...) dans l'exploitation de l'affaire. Moi, je crois et je dis, qu'en attribuant artificieusement à cette affaire, restreinte et médiocre pour ce qui est des Français, une dimension et une portée sans aucune proportion avec ce qu'elle fut réellement, trop de nos journaux ont, au-dedans et au-dehors, desservi l'honneur du navire ».
Il conclut : « "l'honneur du navire", c'est l'État qui en répond et qui le défend. Et il le fait. Il le fait en marquant dans le domaine de ses relations diplomatiques le manquement commis à l'égard de sa souveraineté ; il le fait en facilitant, tant qu'il peut, l'action de la Justice pour la recherche et le châtiment des coupables et il le fait en apportant à ses propres services les modifications utiles à un meilleur fonctionnement. » ,

#### Débat parlementaire du 6 mai 1966 et réponses de Roger Frey
L'affaire Ben Barka est évoquée à l'Assemblée nationale le 6 mai. Le ministre de l'Intérieur et le Premier ministre répondent à cinq questions orales posées par les députés Jean Montalat (SFIO), André Davoust (Centre démocratique) Louis Odru et Léon Feix (Parti communiste). Seuls Jean Montalat et Louis Odru participent au débat qui s'ensuit, avec Pierre Pasquini (UNR-UDT). Aucun "ténor" de l'opposition n'intervient. Après un exposé chronologique des faits, Roger Frey tente de dissiper les zones d'ombre qui subsistent autour de la disparition de Ben Barka, livrant ainsi la thèse officielle sur l'affaire.
Ils abordent notamment la question du suicide de Figon. Roger Frey répond : « Il ne m'appartient pas, en tant que ministre de l'Intérieur, de porter une appréciation sur une information judiciaire. Mais ce que je peux affirmer avec force, en tant que chef de la police et pour répondre à d'odieuses insinuations, c'est que les recherches ont été à la fois complètes, minutieuses et que tous les éléments qui se recoupent concordent pour établir le suicide de Figon. Je peux dire aussi que rarement information n'a été conduite avec un tel souci de la précision et une telle rigueur scientifique. Elle a duré trois semaines et non trois jours ! Songez d'ailleurs que le magistrat instructeur ne commit pas moins de dix experts, parmi les plus éminents, qu'il les chargea de sept expertises diverses, qu'il entendit lui-même de nombreux témoins, fit de multiples investigations. (...) »
Selon Pierre Viansson-Ponté, les explications de Roger Frey paraissent  « cohérentes et bien conduites », mais n'apportent pas d'éléments inédits et ne dissipent pas tous les doutes. Le ministre cherche à « couvrir » et à féliciter ses policiers - hormis Souchon et Voitot. D'après le journaliste « le sentiment d'une solidarité qui tient à des raisons politiques, voire à la raison d'État, a contribué à affaiblir la portée de la réplique du ministre de l'intérieur ».

### Procès

#### Premier procès du 5 septembre au 19 octobre 1966
L'arrêt de renvoi du dossier devant la cour d'assises de la Seine intervient le 8 juin 1966. Maître Buttin, partie civile, considère que le juge Zollinger « n'a pas bâclé l'instruction ». Cependant « il fut contrarié dans sa tâche par tous les organismes impliqués, y compris le ministre de la justice Jean Foyer ou celui de l'Intérieur, Frey, même après que De Gaulle avait donné des instructions pour que tout soit fait pour faciliter sa tâche. Surtout l'instruction (...) a été effectuée dans un délai beaucoup trop court pour dégager toutes les mailles du filet ».
Le procès s'ouvre le 5 septembre 1966. Antoine Lopez, Philippe Bernier, Louis Souchon, Roger Voitot et El Ghali El Mahi comparaissent détenus. Marcel Le Roy-Finville comparaît libre. Les autres inculpés sont en fuite : Boucheseiche, Palisse, Le Ny, Dubail, « Chtouki », Dlimi et Oufkir. Les parties civiles sont représentées par Abdelkader Ben Barka, frère de la victime, ainsi que par cinq avocats pour l'épouse de Ben Barka et un pour sa mère. Lopez est défendu par un célèbre avocat d'extrême-droite : Me Jean-Louis Tixier-Vignancour. Celui-ci utilisera le prétoire comme une tribune contre le pouvoir gaulliste et sera récusé en cours de procès. La défense compte d'éminents avocats, tels Me Albert Naud et Me René Floriot. De nombreux témoins défilent à la barre, notamment amis de la victime, des journalistes et de hauts responsables de la police. Le Président Perez interdit aux parties d'évoquer la situation politique au Maroc et en France en refusant un certain nombre de questions.
Le 6 octobre, Me Tixier-Vignancour produit un extrait de la transcription d'une bande magnétique sur laquelle a été enregistré, le 22 avril 1966, le témoignage de M. El-Azemouri. Celui-ci raconte sa rencontre, le 29 octobre 1965, avec M. Ben Barka et les propos que ce dernier lui a tenus dans le taxi qui les emmenait vers Saint-Germain-des-Prés. Il en ressort que M. Ben Barka envisageait sereinement son retour au Maroc après la conférence tricontinentale de La Havane et que des contacts avaient été pris dans ce sens par les autorités royales. Les propos que M. El-Azemouri prête à M. Ben Barka corroborent l'argument de Lopez, pour qui l'enlèvement n'avait pour but, à l'origine, qu'une rencontre politique. Ils vont dans le même sens que la thèse du colonel Beaumont et du général Jacquier, directeur du SDECE, selon laquelle aucun risque d'enlèvement ne pesait sur M. Ben Barka.
Présent dans la salle d'audience, Thami El-Azemouri ne dément pas ces propos. Ils ont été tenus sur magnétophone à l'occasion d'une rencontre qu'il a eue avec le journaliste Curtis Cate et Roger Muratet, qui lui avait dit préparer un livre sur l'affaire. Celui-ci a remis la bande à Me Tixier-Vignancour.
Le 19 octobre, un coup de théâtre se produit : le commandant Ahmed Dlimi, directeur général de la Sûreté nationale marocaine, se présente au palais de justice et se constitue prisonnier. Cette initiative a été prise en plein accord avec le gouvernement marocain et le roi, qui a promu Dlimi au grade de lieutenant-colonel. Le ministre de l'information Me Benjelloun se joint à ses avocats. Le procès est aussitôt ajourné pour permettre un supplément d'information. La nouvelle session est fixée en avril.

#### Second procès du 17 avril au 7 juin 1967

##### Le retrait des avocats des parties civiles
Trois avocats des parties civiles étant subitement décédés, une demande est faite de renvoyer le procès pour permettre à leur remplaçant d'étudier le dossier. L'avocat général Toubas et tous les avocats de la défense s'opposent au renvoi et la Cour adopte leur position. Afin de protester contre cette décision, l'ensemble des avocats des parties civiles se retire du procès. Cette décision ne sera pas sans effet sur le déroulement du procès et le verdict, limitant les questions gênantes - notamment à Dlimi - et l'audition de nouveaux témoins. Me Buttin, avocat de la mère de Mehdi Ben Barka, la considère comme une très grave erreur.

##### Les explications d'Ahmed Dlimi
Le procès reprend le 17 avril 1967. Dlimi affirme être totalement innocent à la disparition de Ben Barka. Il déclare notamment : « Je vous jure solennellement que je retrouverai Ben Barka dans un an, dans dix ans. » Il explique sa visite à Paris entre le 30 octobre à 14 heures et le 31 à 9 heures, par des raisons étrangères à la personne de Ben Barka et ajoute qu'il ne soupçonnait même pas l'existence de cette affaire. Il fait venir à la barre un chauffeur de taxi qui témoigne l'avoir directement conduit à Orly le 31 octobre au matin, contredisant les indications de Lopez.
Le 27 mai, un ancien adjoint de Dlimi au Cab 1 (services secrets marocains) identifie "Chtouki" comme étant Miloud Tounzi, chef de section subordonné de Dlimi. Cependant Dlimi nie continuellement connaître Chtouki.

##### Le nouveau témoignage de Maurice Bouvier
Le 27 avril, Maurice Bouvier, chef de la brigade criminelle à l'époque des faits, devenu directeur adjoint de la police judiciaire à la préfecture de police, témoigne. Il s'appuie sur le supplément d'information pour exprimer un sentiment nouveau. Ce sentiment, c'est que, dans la soirée du 30 octobre, « il semble qu'un fait ait modifié le programme » des principaux protagonistes impliqués dans l'affaire. Quatre éléments fondent son opinion :
- Quatre places ont été réservées dans l'avion à destination de Casablanca, décollant d'Orly à 23 heures 45, le 30 octobre; la réservation a été faite dans l'après-midi au nom de Boucheseiche, Dlimi, El Houssaini et un certain Cohen. Aucun des quatre passagers n'a finalement pris cet avion. Ce Cohen, jamais identifié, n'aurait-il pas pu être le nom d'emprunt choisi pour faire embarquer M. Ben Barka ?
- Le 30 octobre en début de soirée, Lopez a conduit sa femme dans un hôtel de Bellegarde (Loiret), avant de revenir à Ormoy; il pense pouvoir être de retour dès 3 heures du matin, ainsi qu'il le déclare à la réception de l'hôtel. Or, il n'y revient que dans la matinée du 31.
- Dlimi assure avoir dîné avec le général Oufkir, entre 22 h 30 et minuit le 30 octobre au restaurant Le Simplon, rue du Faubourg-Montmartre; le personnel du restaurant a confirmé l'information. L'une des serveuses a précisé que les deux convives voulaient un repas léger car ils avaient un avion à prendre. Ainsi, à cette heure, les deux hommes avaient toujours l'intention de quitter la France avant minuit.
- Le général Oufkir s'est fait retenir une chambre à l'hôtel Royal Alma par El Mahi. Cette réservation était valable jusqu'à une heure du matin. Or, le ministre de l'intérieur marocain n'a pas occupé cette chambre et y a abandonné sa valise déposée par El Mahi.
Rapprochant ces éléments du fait que Dlimi, Oufkir et El Houssaini ne prirent leurs avions respectifs que le 31 octobre, à 9 h 45, Maurice Bouvier en déduit qu'un fait inattendu a dû modifier leur programme. Il considère que le sort de M. Ben Barka s'est joué dans la nuit du 30 au 31 octobre 1965.

##### Le verdict
Le 7 juin 1967, le verdict est prononcé : Antoine Lopez est condamné à 8 ans de réclusion criminelle et Souchon à 6 ans, tous deux pour « arrestation illégale ». Les autres inculpés présents sont acquittés : Ahmed Dlimi, El Mahi, Voitot, Marcel Le Roy-Finville et Philippe Bernier. En revanche, Oufkir, Chtouki, Boucheseiche, Palisse, Le Ny et Dubail sont condamnés par contumace à la réclusion criminelle à perpétuité.
Le roi Hassan II refusera toujours d'appliquer les condamnations ou d'extrader les condamnés. Le général Oufkir sera exécuté cependant quelques années plus tard après un coup d'État manqué contre le roi du Maroc.
Lors des commémorations du cinquantenaire de la disparition de Mehdi Ben Barka en 2015, le roi Mohammed VI (monarque actuel du Maroc) fait parvenir une lettre dans laquelle il salue « un homme de paix ». Le nom de l’opposant a même été donné à une avenue de Rabat. Cinq décennies après les faits, le royaume marocain n’a, en tout cas, jamais permis d’avancer dans la recherche de la vérité.

## L'instruction française sur les responsabilités marocaines

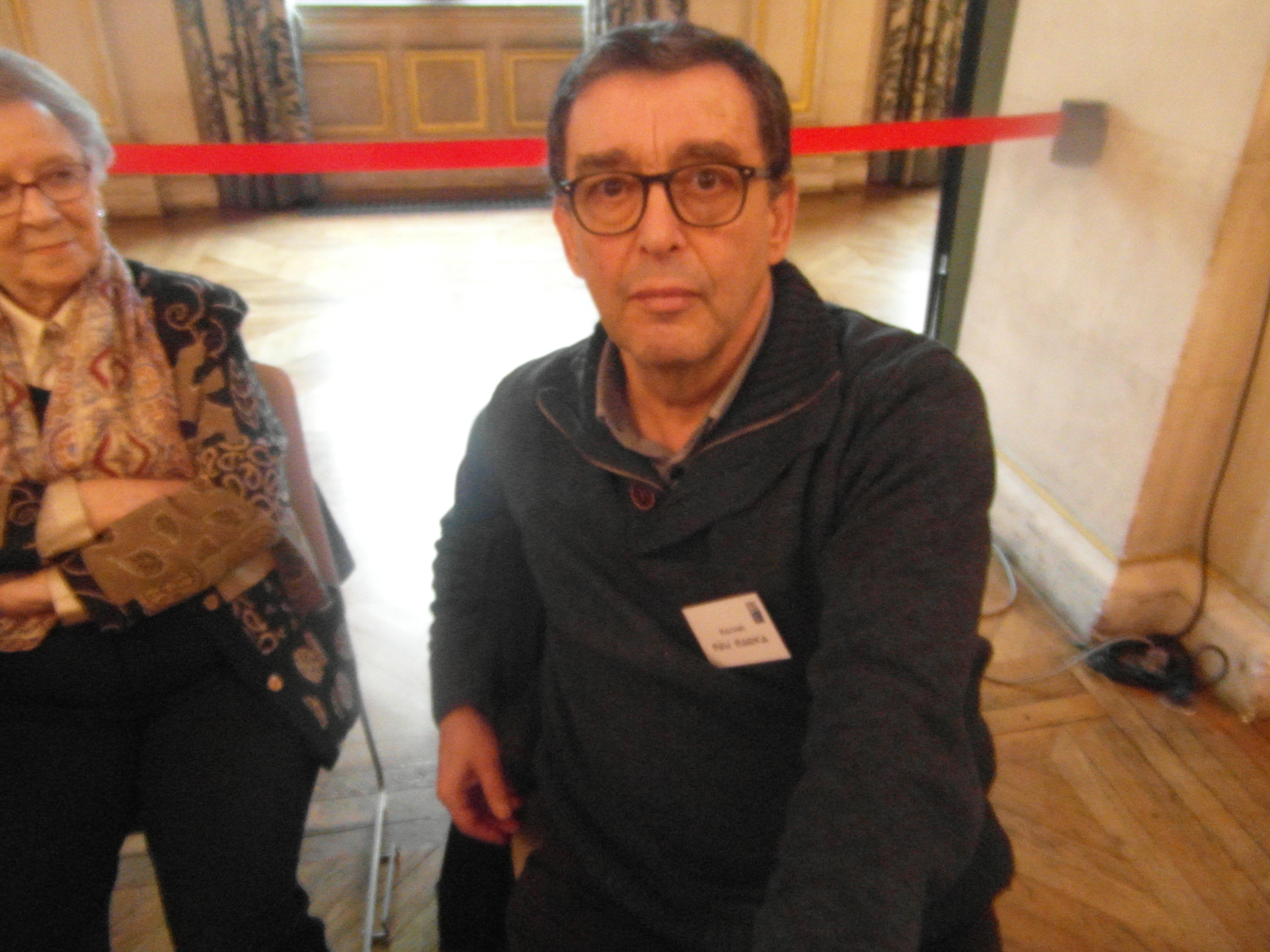
Bachir Ben Barka, fils du disparu, militant toujours pour la fin de la raison d'État obstruant les recherches sur les conditions de disparition de son père.

À la suite de l'enlèvement et de la disparition de Mehdi Ben Barka, une enquête judiciaire est déclenchée en France. Quarante ans après, ayant fait intervenir sept juges d'instruction, celle-ci reste toujours « pendante ». Après la tentative infructueuse du général Oufkir de coup d'État contre Hassan II, Rabat a toujours attribué à Oufkir la responsabilité ultime de l'enlèvement et du meurtre de Mehdi Ben Barka. À ce jour, la famille du leader assassiné continue à tenir pour véritable responsable le roi lui-même, ce que seule la continuation de l'enquête française pourrait prouver, ou, au contraire, réfuter.
En 1975, le fils de Ben Barka, Bachir  dépose une nouvelle plainte pour assassinat et complicité d'assassinat afin d'éviter la prescription du dossier.
Fin 2005, pour la troisième fois, le juge d'instruction français Patrick Ramaël se rend au Maroc afin d'enquêter sur place, mais se trouve rapidement confronté à l'absence de coopération de la part des autorités marocaines, et cela malgré la fin du règne de Hassan II, remplacé par son fils Mohammed VI.
Début décembre 2006, le journal Maroc Hebdo International révèle que le patron de la gendarmerie royale marocaine, sans répondre à la convocation du juge français Ramaël, compte répondre au juge marocain Jamal Serhane. Rabat n'avait pas répondu à la seconde commission rogatoire délivrée en septembre 2006 pour entendre notamment et au Maroc le général Benslimane, capitaine à l'époque des faits, ou Miloud Tounsi, alias Chtouki, un agent retraité des services marocains soupçonné d'être l'un des membres du commando ayant participé à l'enlèvement de l'opposant.
En mai 2006, le magistrat français Patrick Ramaël a entendu Driss Basri, l'ex-ministre de l'Intérieur et ancien homme fort du régime d'Hassan II, et perquisitionné à son domicile parisien. Il souhaite également effectuer des fouilles au PF3 (PF pour Point Fixe), ancien centre de détention secret à Rabat où pourrait se trouver la tête de Mehdi Ben Barka. Faute de réponse à la commission rogatoire internationale (CRI), Patrick Ramaël a convoqué, le 21 novembre 2006 à Paris, le général Benslimane, Tounsi et trois autres personnes. Mais, en vain.
La détermination du magistrat français préoccupe néanmoins l'entourage du roi à  Rabat, qui en a fait part à Nicolas Sarkozy lors de ses deux visites dans le royaume. D'autant que le juge français pourrait lancer un mandat d'arrêt international pour interroger ces « témoins ». Dans ce contexte, l'annonce d'une audition, à une date non précisée, du général Benslimane, un fidèle parmi les fidèles de la monarchie alaouite, par le juge Serhane semble surtout destinée à montrer que la justice marocaine ne reste pas les bras croisés.
Le 23 octobre 2007, le juge Patrick Ramaël signe quatre mandats d'arrêt internationaux visant des Marocains : Abdelhak Kadiri, ancien patron de la Direction générale des études et de la documentation (DGED, renseignements militaires) ; Miloud Tounsi, alias Larbi Chtouki, l'un des membres présumés du commando marocain qui a enlevé l'opposant marocain ; Boubker Hassouni, infirmier et agent du Cab 1, une des unités des services marocains ultra secrète ; et Abdelhak Achaachi, également agent du Cab 1. Le parquet de Paris a demandé de suspendre les mandats délivrés dans l'affaire Ben Barka. Le parquet de Paris a annoncé cette mesure dans la soirée du 2 octobre 2009 en expliquant vouloir demander des « précisions » au juge d'instruction chargé de l'enquête. « En effet, Interpol a demandé ces précisions afin de rendre les mandats d'arrêt exécutables. Sans ces précisions, ils sont inexécutables », a dit le cabinet du procureur dans une déclaration aux agences de presse.

## De nombreuses «révélations»

### Déclarations d'Ahmed Boukhari
Selon les révélations de juin-juillet 2001 de l'ancien agent marocain au CAP 2 Ahmed Boukhari, Mehdi Ben Barka aurait été exfiltré vers le Maroc, torturé, puis son corps dissous dans une cuve d'acide. Toutefois, il n'a pas été encore entendu par la Justice sur ce dossier. Selon Ahmed Boukhari, le corps de Ben Barka arrive en effet à l'aéroport international de Rabat-Salé dans la nuit du 31 octobre. Il est alors emmené dans un centre de torture, Dar El-Mokri, où, sur les indications d’un certain colonel Martin, chef de l’antenne de la CIA au Maroc et qui avait accès directement au roi Hassan II, le corps du défunt leader marocain aurait été dissous dans une cuve remplie d’acide. Il est fait état d'un film existant de l'opération, dont une copie aurait été remise par le commandant Dlimi au roi Hassan II.
Le colonel Martin aurait appris cet usage très particulier de l'acide pour faire disparaître les corps dans son précédent poste sous le régime du Shah d'Iran, après le renversement en 1953 de Mohammad Mossadegh.

### Déclarations des Frères Bourequat
Les frères Bourequat ont déclaré que des truands français ayant participé à l’enlèvement de Mehdi Ben Barka s’étaient réfugiés au Maroc. D'abord tenanciers d'établissement de nuit, ils ont ensuite été enfermés au bagne de Tazmamart, puis exécutés et enterrés en secret. Des fouilles demandées par le juge Patrick Ramaël ont été refusées par le gouvernement marocain.

### Archives du SDECE et de la CIA
En 1976, le gouvernement des États-Unis a reconnu à la suite de requêtes formulées dans le cadre du Freedom of Information Act que la CIA était en possession de 1 800 documents sur Ben Barka, mais ils restent non publics. En 1982, à la suite de la victoire de la gauche (parti socialiste), les archives françaises du SDECE (ancêtre de la DGSE) sont ouvertes, mais une grande partie a disparu. Le secret-défense est levé sur certains documents, mais la famille de Mehdi Ben Barka considère que ces documents déclassifiés n'apportent rien de véritablement nouveau, en particulier en ce qui concerne les complicités des services français. En 2001, d'autres sont déclassifiés. La ministre de la défense Michèle Alliot-Marie a accepté de déclassifier les 73 restants sur cette affaire sans satisfaire la famille Ben Barka.

### Témoignage de Lucien Aimé-Blanc
L'ex-commissaire Lucien Aimé-Blanc fut numéro deux de la « Mondaine », de la brigade antigang, de l'office des stups, puis chef de l'office central de répression du banditisme de 1977 à 1980. En avril 2006, il publie l'Indic et le Commissaire et révèle que la totalité des agents impliqués dans l'enlèvement de Mehdi Ben Barka étaient écoutés par le SDECE. De fait, Aimé-Blanc publie dans son livre ces écoutes téléphoniques :

« Adjoint de la brigade antigang en 1966, j'ai trouvé dans le coffre du patron une liasse de transcriptions d'une écoute téléphonique répertoriée « Orion 113 » et posée par un service de la Sûreté nationale sur la ligne d'un hôtel de rendez-vous de l'avenue Niel à Paris (XVII Arrt). À la lecture de ces 40 feuillets, j'ai été stupéfait de constater que c'était le point de ralliement de toute la bande identifiée comme étant les ravisseurs de Ben Barka. Ils apparaissent tous sur ces écoutes, le chef d'escale d'Air France à Orly et indic du Sdece (ancienne DGSE, les services secrets, ndlr), Antoine Lopez, comme les truands Boucheseiche, Figon, Palisse… Il transparaît en filigrane de ces conversations, enregistrées pendant tout le mois précédant la disparition de Ben Barka, que ces individus liés à un général marocain projettent l'enlèvement d'un homme qui doit arriver à Orly. Il est donc clair que la brigade centrale de recherche criminelle, qui surveillait cet hôtel de passes sans avoir de compétence sur Paris, était au courant de ce projet. À l'époque, ces écoutes remontaient également au ministère de l'Intérieur et au conseiller de Matignon. J'en déduis que le service de la Sûreté nationale qui a branché cet hôtel savait ce qui se tramait, et s'il n'est pas intervenu pour déjouer cet enlèvement, c'est soit par négligence coupable, soit sur ordre. »

Les écoutes en question, indique Lucien Aimé-Blanc, n'ont pas été communiquées au juge Zollinger, chargé de l'enquête sur la disparition de Ben Barka. L'Express écrit ainsi que « ces écoutes prouvent, en tout cas, que le ministre de l'Intérieur — au moins — savait qu'une mauvaise action se préparait contre Ben Barka. En outre, les doubles de ces écoutes étaient automatiquement transmis au cabinet du Premier ministre de l'époque, Georges Pompidou.»

### Mossad et CIA
Selon des informations disponibles en 2006, il aurait été traqué lors de ses déplacements internationaux par le Mossad israélien et la CIA, qui communiquaient ces informations à Rabat et Paris.
Le 20 mars 2015, deux journalistes du quotidien Yediot Aharonot, Ronen Bergman et Shlomo Nakdimon, publient une enquête dévoilant l’implication logistique du Mossad, en soutien des assassins marocains de Ben Barka. Les relations secrètes avec les Marocains étaient considérées dans les années soixante comme stratégiques par les autorités israéliennes. Elles relevaient de ce que le Mossad appelait la théorie de la périphérie, consistant à développer des relations avec des pays entourant Israël et les ennemis d’Israël, comme l’Iran, l’Ethiopie, la Turquie et le Maroc. Le roi Hassan II se laisse ainsi convaincre de laisser émigrer des juifs marocains vers Israël. Israël fournit une assistance militaire et obtient l'accès à certaines informations sur le sommet arabe en 1965. En échange, le gouvernement marocain demande au Mossad de l'aider à localiser et neutraliser Ben Barka. Le général Meïr Hamit, directeur du Mossad, et le Premier ministre, Levi Eshkol, acceptent d'aider les Marocains tout en n'étant pas convaincus de la réalité de leurs intentions.
Le Mossad aurait fourni de faux documents pour louer des voitures et donné des passeports aux Marocains et à leurs acolytes français pour pouvoir prendre rapidement la fuite après les faits. Il aurait également fourni un appartement. Les agents du Mossad auraient ensuite évacué le corps de Ben Barka de l’appartement, et l'auraient enterré avec de l'acide dans une forêt près de Paris.
En 2018, Ronen Bergman réitère ces affirmations dans un livre consacré à l'histoire du Mossad, dont la traduction française est publiée en 2020 sous le titre Lève toi et tue le premier. Dans son édition du 5 février 2020, Le Figaro rapporte que l'auteur explique que « Hassan II a laissé le Mossad écouter une réunion ultra-secrète des chefs d’États arabes à Casablanca, et qu'en échange il a demandé l'élimination de Ben Barka en France ». Le Monde affirme le 13 mars que : « le Mossad a aidé les services secrets marocains à localiser Mehdi Ben Barka, l’opposant au roi Hassan II, tué à Paris en octobre 1965, et […] les agents israéliens ont ensuite fait disparaître son corps dans la forêt de Saint-Germain-en-Laye ».

### Disparition du corps
L'écrivain et ancien commando de marine, Georges Fleury, déclare dans un entretien au Journal du dimanche du 11 octobre 2009, qu'un inconnu lui aurait remis, en 1974, des documents indiquant que Ben Barka avait été incinéré dans l'Essonne à Villabé,. Le grand reporter Joseph Tual indique en 2015 qu'il a eu la preuve que la tête de Ben Barka avait été ramenée au Maroc pour être présentée à Hassan II et enterrée dans la cour d'une ancienne prison dite pf3 devenue une orangerie tandis que l'autre partie du corps serait restée en France. Il attribue la responsabilité de l'assassinat au roi du Maroc Hassan II,. Il existe de nombreuses autres hypothèses.

### Services de renseignements tchécoslovaques etCanard enchaîné
En 2022, L’Obs révèle le résultat des travaux de l’historien tchèque Jan Koura. Au cours de ses recherches concernant les services de renseignements tchécoslovaques (StB) durant le communisme, celui-ci avait découvert qu’après l’enlèvement de Ben Barka, la StB a décidé de profiter du scandale pour lancer une vaste opération de désinformation nommée « Start ». Il s’agissait de « mouiller » le plus possible la France et les États-Unis dans cette affaire, à l’aide d’informations parfois montées de toutes pièces. Pour cette opération, elle utilise Jean Clémentin, journaliste et figure du Canard enchaîné, qui travaillait pour les services de renseignements tchécoslovaques depuis plusieurs années.

## Filmographie

### Sur l'Affaire
- 1972 : L'Attentat d'Yves Boisset
- 1981 : "Qui a tué Ben Barka ?", épisode télévisé de "L'Histoire en question" d'Alain Decaux du 02/11/1981 sur Antenne 2
- 2001 : Ben Barka, l'équation marocaine, documentaire télévisé de Simone Bitton
- 2005 : J'ai vu tuer Ben Barka de Serge Le Péron et Said Smihi[89]
- 2007 : L'Affaire Ben Barka, téléfilm de Jean-Pierre Sinapi
- 2015 : "Ben Barka, l'obsession, documentaire de Joseph Tual[90]
- 2015 : Affaire Ben Barka, le dernier secret, documentaire télévisé de Octavio Espirito Santo

### Inspirés de l'Affaire
- 1966 : Made in USA de Jean-Luc Godard : Le réalisateur y a imaginé que Figon n'était pas mort et qu'il s'était réfugié en province[91]
- 1973 : Les Aventures de Rabbi Jacob de Gérard Oury : l'enlèvement de Slimane est inspiré par l'affaire et se déroule aux Deux magots, une brasserie voisine de Lipp. Un des personnages fait d'ailleurs référence à l'enlèvement original.